# Perilampus platigaster
Perilampus platigaster är en stekelart som beskrevs av Thomas Say 1836. Perilampus platigaster ingår i släktet Perilampus och familjen gropglanssteklar. Inga underarter finns listade i Catalogue of Life.